# Cole Morgan
Cole Morgan (New York, 1950) is een Amerikaanse kunstschilder.

## Opleiding
Cole Morgan ontving zijn titel, Bachelor of Arts, in 1971 aan de Universiteit van New Mexico in Albuquerque. Daarna verhuisde hij naar Europa, studeerde kunstgeschiedenis en lithografie in Florence, Italië en volgde lessen aan de Vrije Academie in Den Haag in 1973 en 1974. Na zijn studie gaf hij les in tekenen en schilderen aan de York Road School in Dublin, Ierland.

## Stijl
Hij schildert in de stijl van het abstract expressionisme. Cole gebruikt collagetechnieken zoals die aan het begin van de 20e eeuw hun intrede deden. Zijn composities bestaan uit verschillende lagen, altijd gebaseerd op mathematische wetmatigheden. Schelpen, veren, steentjes, stukjes papier, karton of hout, soms ook huizen en kerkjes vormen de figuratieve elementen. Zijn werk is te zien in tentoonstellingen over de gehele wereld zoals in Seoel, Zurich, Maastricht (TEFAF), Keulen, Dublin, Hongkong, San Francisco, Amsterdam, Peking en Chicago.

## Prijs
In 1992 ontving hij de Van Ommeren-de Voogt Prijs.